# Lufia II: Rise of the Sinistrals
Lufia II: Rise of the Sinistrals, känt som Estpolis Denki II (エストポリス伝記II? officiellt översatt Biography of Estpolis II) i Japan och Lufia i Australien och Europa, är ett rollspel utvecklat av Neverland och utgivet i Japan 1995 av Taito, och i Nordamerika och Europa 1996 av Natsume och Nintendo, till SNES.
Spelet utspelar sig före Lufia & the Fortress of Doom. Huvudpersonen är Maxim, förfader till huvudfiguren i det första spelet, och spelet skildrar ett krig mellan mänskligheten och Sinistrals.

### Fotnoter
1. ↑  Lufia II: Rise of the Sinistrals på Moby Games (engelska)
2. ↑  
  Neverland Co., Ltd.  (25 juni 1993).
  Estpolis Denki.    Super Famicom.   Taito Corporation.  
  "< Staff > [...] Biography of Estpolis"
3. ↑  ”Lufia II: Rise of the Sinistrals”. Game Rankings. http://www.gamerankings.com/snes/588451-lufia-ii-rise-of-the-sinistrals/index.html. Läst 2 maj 2014.